# MAD-Homolog 4
Das MAD-Homolog 4 (auch: co-SMAD von common SMAD) ist ein Protein im Zytosol von Tierzellen. Es nimmt an der Signaltransduktion in mehreren Signalwegen teil, insbesondere im TGF-β-Signalweg und im BMP-Signalweg. Im Lauf dieser Signalwege bindet co-SMAD an SMAD1 und 2, wonach das Trimer vom Zytosol in den Zellkern wechselt und dort mit Transkriptionsfaktoren interagiert. Diese Prozesse können die embryonale und adulte Zellproliferation und Zelldifferenzierung kontrollieren und spielen bei vielen Krankheiten eine Rolle. Mutationen im SMAD4-Gen können zur Unterbrechung dieser Signalwege und damit zur unkontrollierten Zellteilung führen, weshalb co-SMAD auch die veraltete Bezeichnung Tumorsuppressor hat. co-SMAD-Mutationen sind assoziiert mit Darmkrebs, Pankreastumor, juvenilem Polyposis-Syndrom (JPS), sowie einem kombinierten Syndrom von JPS und Morbus Osler.
Die Abkürzung MAD stammt aus der Taufliegen-Forschung, wo ein Homologes des Proteins zuerst entdeckt wurde.